# Jaroslav Jarkovský
Jaroslav Jarkovský (* 18. November 1887 in České Meziříčí, Böhmen; † 17. Oktober 1952 in Pardubice, Tschechoslowakei) war ein böhmischer Eishockeyspieler.

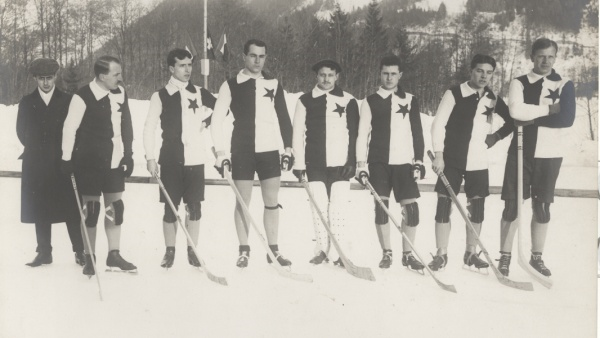
Slavia Prag beim Coupe de Chamonix 1912, Jaroslav Jarkovský vierter von links

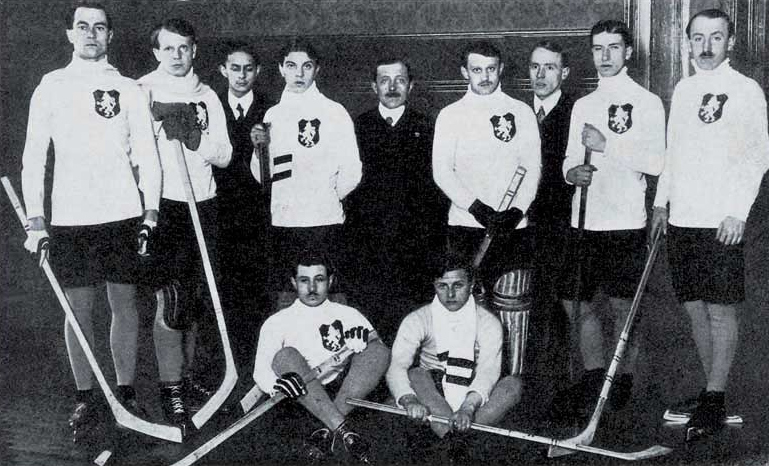
Europameisterschaft 1911, Jaroslav Jarkovský ganz links

## Karriere
Jaroslav Jarkovský wurde in České Meziříčí, östlich von Prag, geboren und hatte vier Geschwister (zwei Brüder und zwei Schwestern). Er war ein körperlich großer rechter Flügelspieler, der auf allen drei Stürmerpositionen spielen konnte. Zudem war er ein außergewöhnlich guter Torschütze und galt daher vor dem Ersten Weltkrieg zusammen mit Franz Lange als gefährlichster Stürmer in Europa.
Ab etwa 1906 spielte Jarkovský Eishockey respektive Bandy beim SK Slavia Prag. Mit Slavia wurde er in den folgenden Jahren mehrfach böhmischer Meister und Meister der böhmischen Kronländer.
Sein erstes internationales Eishockeyturnier bestritt er beim Coupe de Chamonix 1909, als er einer Auswahlmannschaft böhmischer Studenten (České mužstvo akademické [Böhmische akademische Mannschaft], auch Hokejoví mušketýři [Eishockey-Musketiere]) angehörte. Mit der böhmischen Eishockeynationalmannschaft wurde er bei den Europameisterschaften 1911 und 1912 (später annulliert) jeweils Europameister. 
Jarkovský kämpfte im Ersten Weltkrieg und erhielt eine Medaille für Tapferkeit. Nach dem Ersten Weltkrieg spielte er nie wieder Eishockey, obwohl seine ehemaligen Mannschaftskameraden mehrfach versuchten, ihn zu überreden. Er war auch ein ausgezeichneter Ruderer.
Insgesamt absolvierte er 12 Länderspiele für Böhmen, in denen er offiziell 16, insgesamt 17 Tore erzielte. Zudem agierte er mehrfach als Kapitän der böhmischen Nationalmannschaft, darunter beim Coupe de Chamonix 1909.
Jarkovský war von Beruf Ingenieur und arbeitete nach seiner aktiven Karriere als Süßwarenchemiker.

## Erfolge und Auszeichnungen
- 1911 Goldmedaille bei der Europameisterschaft
- 1912 Goldmedaille bei der Europameisterschaft (annulliert)
- 1913 Silbermedaille bei der Europameisterschaft

## Karrierestatistik
(Legende zur Spielerstatistik: Sp oder GP = absolvierte Spiele; T oder G = erzielte Tore; V oder A = erzielte Assists; Pkt oder Pts = erzielte Scorerpunkte; SM oder PIM = erhaltene Strafminuten; +/− = Plus/Minus-Bilanz; PP = erzielte Überzahltore; SH = erzielte Unterzahltore; GW = erzielte Siegtore; 1 Play-downs/Relegation; Kursiv: Statistik nicht vollständig)